# World Series of Boxing 2010-2011
La World Series of Boxing 2010-2011 è stata la prima edizione della competizione di pugilato delle World Series of Boxing.

## Squadre partecipanti

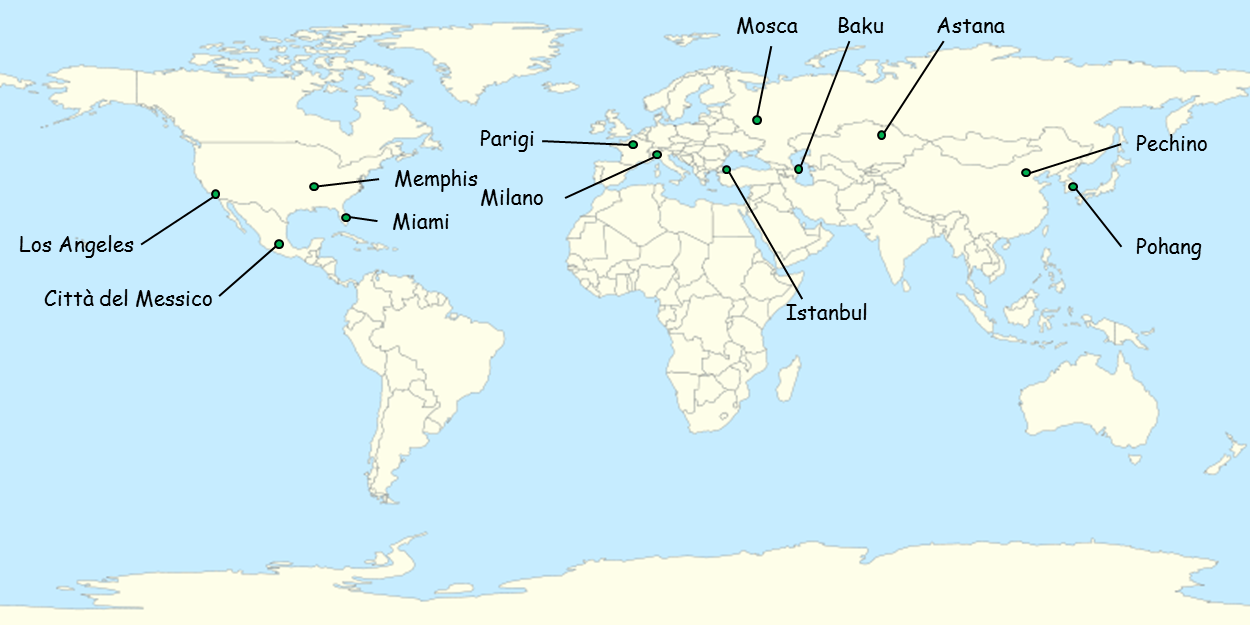
Distribuzione geografica delle squadre delle World Series of Boxing AIBA 2010-2011

12 squadre provenienti da tutto il mondo hanno preso parte alla competizione.
| Squadra                        | Sede              | Confederazione |
| ------------------------------ | ----------------- | -------------- |
| Astana Arlans                  | Astana            | ASBC           |
| Baku Fires                     | Baku              | ASBC           |
| Beijing Dragons                | Pechino           | ASBC           |
| Dolce & Gabbana Milano Thunder | Milano            | EUBC           |
| Istanbulls                     | Istanbul          | EUBC           |
| Los Angeles Matadors           | Los Angeles       | AMBC           |
| Memphis Force                  | Memphis           | AMBC           |
| Mexico City Guerreros          | Città del Messico | AMBC           |
| Miami Gallos                   | Miami             | AMBC           |
| Moscow Kremlin Bears           | Mosca             | EUBC           |
| Paris United                   | Parigi            | EUBC           |
| Pohang Poseidons               | Pohang            | ASBC           |

## Stagione regolare
Le 12 squadre sono state divise in funzione della provenienza continentale.

### America Conference

#### Classifica
| Squadra               | P.ti | G  | V | S | MV | MP |
| --------------------- | ---- | -- | - | - | -- | -- |
| Los Angeles Matadors  | 25   | 12 | 8 | 4 | 40 | 20 |
| Mexico City Guerreros | 25   | 12 | 8 | 4 | 36 | 24 |
| Miami Gallos          | 14   | 12 | 4 | 8 | 23 | 37 |
| Memphis Force         | 14   | 12 | 4 | 8 | 21 | 39 |

- Los Angeles Matadors qualificata ai play-off.

#### Risultati
| Prima giornata  |                                     |                 |
| 19-23 nov. 2010 |                                     | 13-15 gen. 2011 |
| 5-0             | Mexico City Guerreros-Memphis Force | 5-0             |
| 3-2             | Miami Gallos-L.A. Matadors          | 1-4             |

| Quarta giornata |                                     |                 |
| 27-30 gen. 2011 |                                     | 16-17 mar. 2011 |
| 2-3             | Memphis Force-Mexico City Guerreros | 2-3             |
| 5-0             | L.A. Matadors-Miami Gallos          | 1-4             |

| Seconda giornata |                                     |               |
| 26-28 nov. 2010  |                                     | 5-7 gen. 2011 |
| 4-1              | Memphis Force-Miami Gallos          | 1-4           |
| 5-0              | L.A. Matadors-Mexico City Guerreros | 4-1           |

| Quinta giornata     |                                     |                |
| 4 feb.-13 mar. 2011 |                                     | 3-14 mar. 2011 |
| 4-1                 | Mexico City Guerreros-L.A. Matadors | 1-4            |
| 2-3                 | Miami Gallos-Memphis Force          | 2-3            |

| Terza giornata |                                    |                 |
| 9-12 dic. 2010 |                                    | 16-17 dic. 2011 |
| 3-2            | Miami Gallos-Mexico City Guerreros | 1-4             |
| 4-1            | L.A. Matadors-Memphis Force        | 4-1             |

| Sesta giornata |                                    |                 |
| 18 feb. 2011   |                                    | 27-28 feb. 2011 |
| 4-1            | Memphis Force-L.A. Matadors        | 0-5             |
| 4-1            | Mexico City Guerreros-Miami Gallos | 4-1             |

### Asia Conference

#### Classifica
| Squadra          | P.ti | G  | V  | S  | MV | MP |
| ---------------- | ---- | -- | -- | -- | -- | -- |
| Baku Fires       | 31   | 12 | 10 | 2  | 41 | 19 |
| Astana Arlans    | 29   | 12 | 9  | 3  | 44 | 16 |
| Beijing Dragons  | 11   | 12 | 3  | 9  | 16 | 44 |
| Pohang Poseidons | 11   | 12 | 2  | 10 | 19 | 41 |

- Baku Fires e Astana Arlans[2] qualificate ai play-off.

#### Risultati
| Prima giornata |                                 |              |
| 20 nov. 2010   |                                 | 15 gen. 2011 |
| 5-0            | Astana Arlans-Incheon Red Wings | 5-0          |
| 5-0            | Baku Fires-Beijing Dragons      | 2-3          |

| Quarta giornata |                                |              |
| 28-29 gen. 2011 |                                | 19 mar. 2011 |
| 2-3             | Pohang Poseidons-Astana Arlans | 2-3          |
| 2-3             | Beijing Dragons-Baku Fires     | 0-5          |

| Seconda giornata |                                   |             |
| 27 nov. 2010     |                                   | 8 gen. 2011 |
| 3-2              | Beijing Dragons-Incheon Red Wings | 1-4         |
| 1-4              | Astana Arlans-Baku Fires          | 2-3         |

| Quinta giornata |                                  |              |
| 5 feb. 2011     |                                  | 12 mar. 2011 |
| 2-3             | Pohang Poseidons-Beijing Dragons | 2-3          |
| 3-2             | Baku Fires-Astana Arlans         | 0-5          |

| Terza giornata |                               |              |
| 11 dic. 2010   |                               | 18 dic. 2011 |
| 4-1            | Astana Arlans-Beijing Dragons | 5-0          |
| 4-1            | Baku Fires-Incheon Red Wings  | 4-1          |

| Sesta giornata |                               |                 |
| 19 feb. 2011   |                               | 26-27 feb. 2011 |
| 1-4            | Beijing Dragons-Astana Arlans | 0-5             |
| 2-3            | Baku Fires-Pohang Poseidons   | 5-0             |

### Europe Conference

#### Classifica
| Squadra                        | P.ti | G  | V | S | MV | MP |
| ------------------------------ | ---- | -- | - | - | -- | -- |
| Paris United                   | 29   | 12 | 9 | 3 | 39 | 20 |
| Dolce & Gabbana Milano Thunder | 27   | 12 | 8 | 4 | 36 | 22 |
| Istanbulls                     | 16   | 12 | 4 | 8 | 25 | 34 |
| Moscow Kremlin Bears           | 12   | 12 | 3 | 9 | 17 | 41 |

- Paris United qualificata ai play-off.

#### Risultati
| Prima giornata  |                                 |              |
| 19-20 nov. 2010 |                                 | 14 gen. 2011 |
| 3-2             | D&G Milano Thunder-Paris United | 1-4          |
| 3-2             | Moscow Kremlin Bears-Istanbulls | 2-3          |

| Quarta giornata |                                 |                 |
| 28 gen. 2011    |                                 | 18-19 mar. 2011 |
| 4-1             | Istanbulls-Moscow Kremlin Bears | 2-3             |
| 2-3             | Paris United-D&G Milano Thunder | 1-4             |

| Seconda giornata |                                   |               |
| 26 nov. 2010     |                                   | 7-8 gen. 2011 |
| 3-2              | Istanbulls-D&G Milano Thunder     | 1-4           |
| 5-0              | Paris United-Moscow Kremlin Bears | 4-1           |

| Quinta giornata    |                                   |              |
| 4 feb.-5 feb. 2011 |                                   | 11 mar. 2011 |
| 3-1                | D&G Milano Thunder-Istanbulls     | 2-3          |
| 2-3                | Moscow Kremlin Bears-Paris United | 0-4          |

| Terza giornata  |                                         |              |
| 10-11 dic. 2010 |                                         | 17 dic. 2011 |
| 2-3             | Istanbulls-Paris United                 | 1-4          |
| 2-3             | Moscow Kremlin Bears-D&G Milano Thunder | 0-4          |

| Sesta giornata |                                         |                 |
| 18 feb. 2011   |                                         | 25-26 feb. 2011 |
| 5-0            | D&G Milano Thunder-Moscow Kremlin Bears | 2-3             |
| 4-1            | Paris United-Istanbulls                 | 3-2             |

## Play-off

### Tabellone
|  | Semifinali           | Semifinali           | Semifinali | Semifinali | Semifinali |  |  | Finale        | Finale        | Finale | Finale | Finale |  |
|  |                      |                      |            |            |            |  |  |               |               |        |        |        |  |
|  | Astana Arlans        | Astana Arlans        | 4          | 3          | 7          |  |  |               |               |        |        |        |  |
|  | Los Angeles Matadors | Los Angeles Matadors | 1          | 2          | 3          |  |  | Astana Arlans | Astana Arlans | 3      | 1      | 4      |  |
|  | Baku Fires           | Baku Fires           | 4          | 0          | 4          |  |  | Paris United  | Paris United  | 2      | 4      | 6      |  |
|  | Paris United         | Paris United         | 1          | 5          | 6          |  |  |               |               |        |        |        |  |

### Semifinali
| Squadra 1     | Totale | Squadra 2            | Andata | Ritorno |
| ------------- | ------ | -------------------- | ------ | ------- |
| Astana Arlans | 7-3    | Los Angeles Matadors | 4-1    | 3-2     |
| Baku Fires    | 4-6    | Paris United         | 4-1    | 0-5     |

### Finali
Quattro giudici sono stati selezionati per valutare gli incontri (tre per ogni evento):
- Rene Just ( Slovacchia)
- Jose Bonet Ortiz ( Porto Rico)
- Mik Basi ( Inghilterra)
- Roberto Servide ( Argentina)

| Guiyang ( Cina) 6 maggio 2011 | Paris United    | 2-3      | Astana Arlans     | Stadio dell'università del Guizhou Supervisor: Luis Boselli |
| ----------------------------- | --------------- | -------- | ----------------- | ----------------------------------------------------------- |
|                               |                 | Incontri |                   |                                                             |
| Pesi Gallo (54 kg)            | Giorgi Kilanava | WP 1-2   | Kanat Abutalipov  |                                                             |
| Pesi Leggeri (61 kg)          | Rachid Azzedine | WP 3-0   | Merey Aqşalov     |                                                             |
| Pesi Medi (73 kg)             | Stephane Cuevas | TKO      | Kanat Slam        |                                                             |
| Pesi Mediomassimi (85 kg)     | Hrvoje Sep      | WP 1-2   | Ramzjon Ahmedov   |                                                             |
| Pesi Massimi (+91 kg)         | Tony Yoka       | WP 2-1   | Ruslan Myrsatayev |                                                             |

| Guiyang ( Cina) 7 maggio 2011 | Paris United        | 4-1      | Astana Arlans        | Stadio dell'università del Guizhou Supervisor: Luis Boselli |
| ----------------------------- | ------------------- | -------- | -------------------- | ----------------------------------------------------------- |
|                               |                     | Incontri |                      |                                                             |
| Pesi Gallo (54 kg)            | John Joseph Nevin   | WP 3-0   | Mirzhan Rakhimzhanov |                                                             |
| Pesi Leggeri (61 kg)          | Abdelkader Chadi    | WP 0-3   | Yerzhan Mussafirov   |                                                             |
| Pesi Medi (73 kg)             | Michel Tavares      | WP 3-0   | Bakhyt Särsekbaev    |                                                             |
| Pesi Mediomassimi (85 kg)     | Abdelkader Bouhenia | WP 3-0   | Marat Moldagereyev   |                                                             |
| Pesi Massimi (+91 kg)         | Filip Hrgović       | WP 3-0   | Sardor Abdullaev     |                                                             |

## Squadra campione
| Campione delle World Series of Boxing 2011 |
| ------------------------------------------ |
| Paris United (primo titolo)                |

## Finali individuali
Nel corso della stagione regolare è stato stabilito un ranking individuale per ogni categoria di peso, basato sul maggior numero di vittorie. I migliori due pugili per ogni categoria si sono sfidati nelle finali individuali, combattute il 27 e 28 maggio.
Quattro giudici sono stati selezionati per valutare gli incontri (tre per ogni evento):
- Rene Just ( Slovacchia)
- Jose Bonet Ortiz ( Porto Rico)
- Michael William Gallagher ( Irlanda)
- Gerardo Poggi ( Argentina)

| Guiyang ( Cina) 27 maggio 2011 |                  |          |                       | Stadio dell'università del Guizhou Supervisor: Helmut Ranze |
| ------------------------------ | ---------------- | -------- | --------------------- | ----------------------------------------------------------- |
|                                |                  | Incontri |                       |                                                             |
| Pesi Gallo (54 kg)             | Kanat Abutalipov | WP 2-1   | Nordine Oubaali       |                                                             |
| Pesi Leggeri (61 kg)           | Zhimin Wang      | WP 2-1   | Yerzhan Mussafirov    |                                                             |
| Pesi Massimi (+91 kg)          | Clemente Russo   | WP 3-0   | Məhəmmədrəsul Məcidov |                                                             |

| Guiyang ( Cina) 28 maggio 2011 |                       |          |                  | Stadio dell'università del Guizhou Supervisor: Helmut Ranze |
| ------------------------------ | --------------------- | -------- | ---------------- | ----------------------------------------------------------- |
|                                |                       | Incontri |                  |                                                             |
| Pesi Medi (73 kg)              | Sergij Derev'jančenko | WP 3-0   | Soltan Migitinov |                                                             |
| Pesi Mediomassimi (85 kg)      | Abdelhafid Benchabla  | WP 3-0   | Ludovic Groguhe  |                                                             |

## Qualificazioni per Londra 2012
Come previsto dal regolamento, i vincitori delle finali individuali sono stati ammessi alla fase finale delle olimpiadi di Londra 2012. Cinque pugili hanno raggiunto la qualificazione:
- Kanat Abutalipov ( Kazakistan) - Pesi gallo
- Zhimin Wang ( Cina) - Pesi leggeri
- Sergij Derev'jančenko ( Ucraina) - Pesi medi
- Abdelhafid Benchabla ( Algeria) - Pesi mediomassimi
- Clemente Russo ( Italia) - Pesi massimi